# Lijst van rijksmonumenten in Soest (gemeente)
De gemeente Soest telt 43 inschrijvingen in het rijksmonumentenregister. Hieronder een overzicht.

## Soest
De plaats Soest telt 34 inschrijvingen in het rijksmonumentenregister. Zie Lijst van rijksmonumenten in Soest (plaats) voor een overzicht.

## Soestduinen
De plaats Soestduinen telt 1 inschrijving in het rijksmonumentenregister.
| Object                                                            | Oorspronkelijke functie? | Bouwjaar | Architect | Locatie                  | Coördinaten?                 | Nr.?   | Afbeelding        |
| ----------------------------------------------------------------- | ------------------------ | -------- | --------- | ------------------------ | ---------------------------- | ------ | ----------------- |
| Pompstation Soestduinen met bijbehorende kolenloods en economiser | Nutsbedrijf              | 1902     |           | Van Weerden Poelmanweg 2 | 52° 8' 36" NB, 5° 17' 46" OL | 512724 | Meer afbeeldingen |

## Soesterberg
De plaats Soesterberg telt 8 inschrijvingen in het rijksmonumentenregister. Zie Lijst van rijksmonumenten in Soesterberg voor een overzicht.
Amersfoort ·
Baarn ·
Bunnik ·
Bunschoten ·
De Bilt ·
De Ronde Venen ·
Eemnes ·
Houten ·
IJsselstein ·
Leusden ·
Lopik ·
Montfoort ·
Nieuwegein ·
Oudewater ·
Renswoude ·
Rhenen ·
Soest ·
Stichtse Vecht ·
Utrecht ·
Utrechtse Heuvelrug ·
Veenendaal ·
Vijfheerenlanden ·
Wijk bij Duurstede ·
Woerden ·
Woudenberg ·
Zeist